# Decidim
Decidim es un software de participación para organizaciones e instituciones cívicas, públicas o privadas. Como plataforma, Decidim permite realizar procesos políticos de diversos tipos, como votaciones, debates, consultas, autoorganización. El código de Decidim es software libre y está escrito en el lenguaje de programación Ruby on Rails. 

## Historia
Decidim.barcelona, la primera web Decidim, se lanzó el 31 de enero de 2016 con motivo del inicio de la fase de participación ciudadana en el diseño del plan de actuación municipal del Ayuntamiento de Barcelona para el periodo 2016-2019.
Esta primera web se basó en un fork del código Cónsul, desarrollado por el Ayuntamiento de Madrid, en el marco de la colaboración intermunicipal entre los gobiernos de Ahora Madrid y Barcelona en Comú constituidos tras las elecciones municipales de 2015 y de colectivos activistas ligados al Movimiento 15-M. En 2017, el código de Decidim fue reescrito desde la base y comenzó a desplegarse en otras ciudades.   
A mayo de 2021, es usado en más de 100 ciudades y en 20 países del mundo.

### Comunidad
Metadecidim es la comunidad de Decidim que colabora en el diseño de la plataforma y la construcción del proyecto. Está conformada por desarrolladores de software, diseñadores, organizaciones sociales, activistas, científicos de datos, investigadoras y gestores de la comunidad.

## Reconocimientos
El 11 de junio de 2019 recibió el segundo premio en la categoría de 'programa de código abierto más innovador' en el Sharing & Reuse Awards (#SRawards2019). Estos premios, convocados por la Comisión Europea, promueven compartir y reutilizar soluciones informáticas entre las administraciones públicas.